# Rapid Action Electronic

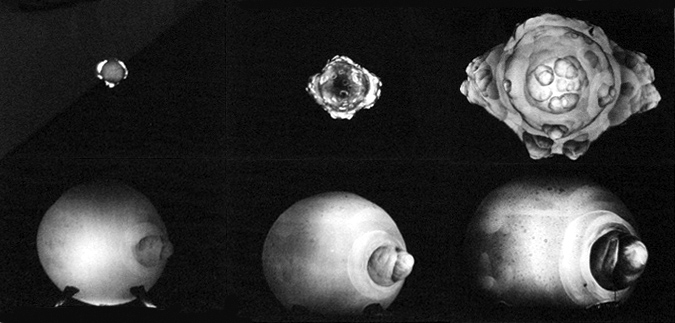
Sekvence fotografií atomového výbuchu v rámci operace Redwing - Mohawk nasnímané kamerou Rapatronic, 2. července 1956

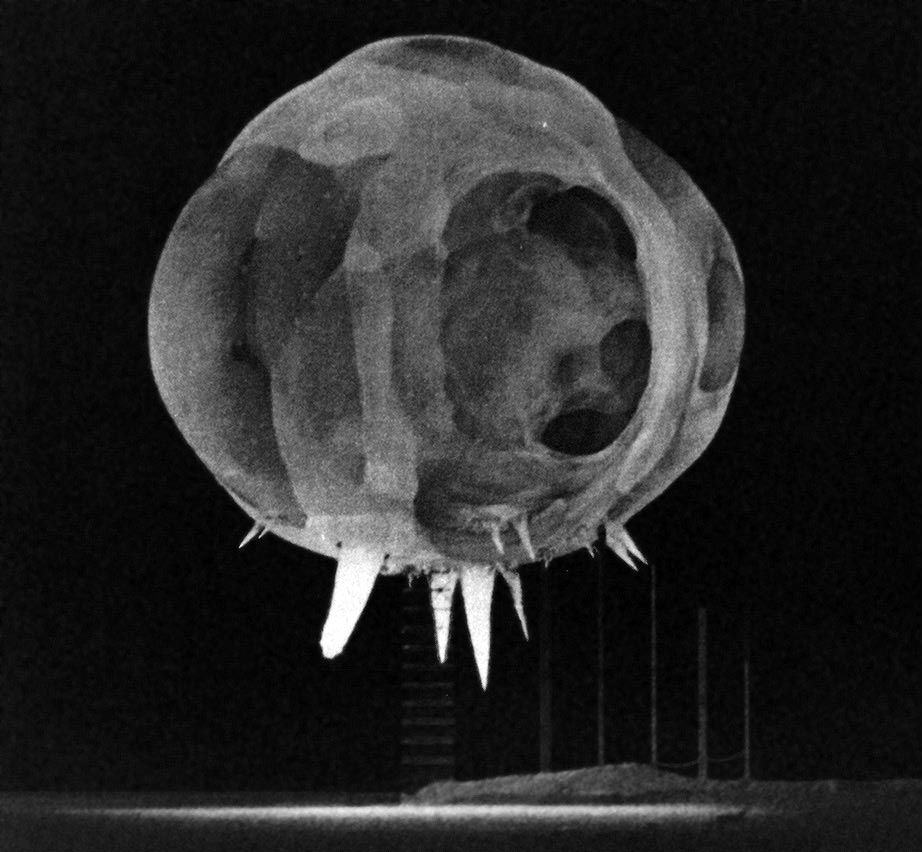
Nukleární exploze nasnímaná rapatronickým fotoaparátem méně než 1 milisekundu po detonaci. Pořízeno během testovací série Tumbler-Snapper v Nevadě, 1952. Ohnivá koule má asi 20 metrů v průměru, výběžky v dolní části koule jsou známé jako „rope trick effect“.

Rapid Action Electronic (Rapatronic) je označení pro vysokorychlostní fotoaparát, který navrhl Harold Edgerton ve 40. letech 20. století, když pracoval pro společnost EG&G. Fotoaparát byl schopen fotografovat s extrémně krátkými expozičními časy až 10 nanosekund. To bylo nezbytné například při fotografování raných fází jaderných výbuchů. Byl vybaven magneto-optickou závěrkou a typická doba expozice byla 3 mikrosekundy. K tak krátkému času expozice poskytla dostatek světla samotná exploze bomby. Fotoaparáty Rapatronic se používaly až do roku 1962.

## Konstrukce a fungování
Vzhledem k požadovanému extrémně krátkému expozičnímu času 10 ns je vyloučeno použití mechanické závěrky. Edgerton použil v kameře dva polarizační filtry orientované k sobě navzájem tak, aby jejich polarizační osy svíraly pravý úhel, tj. filtry zcela blokují průchod světla. Mezi ně pak umístil materiál vykazující Faradayův jev, tedy materiál měnící polarizaci světla v závislosti na magnetickém poli. Změna polarizace světla mezi oběma polarizátory způsobí, že se celá soustava stane pro světlo propustná. Elektrickým ovládáním magnetického pole a tedy polarizace prostředního filtru se pak řídí požadovaná doba expozice dle konkrétní potřeby.
V případě fotoaparátu Rapatronic, se magneto-optická závěrka skládala ze dvou vrstev křemenného skla (které dobře reaguje na silné magnetické pole) oddělené polarizátory HN-23 Polaroid. Závěrka se systémem se nacházela uvnitř cívky elektromagnetu, který tvořilo několik smyček silného drátu. Cívka byla napájena pomocí impulsů ze sítě prostřednictvím vysokonapěťového kondenzátoru (např. 2 mikrofarady na 1000 voltů), jako výbojka se používal trigatron nebo tyratron. Krátký impuls vysokého napětí se použil k otáčení polarizace procházejícího světla. Systém „sklo - polarizátor - sklo“ propustil miliardtinu množství vstupujícího světla.

## Pořízení sekvencí
Kamera Rapatronic může pořídit na film pouze jeden snímek. Aby se zaznamenaly různé fáze jaderného výbuchu, umísťovalo se v sadách až 12 jednotek. Jednotlivé kamery byly spuštěny v různých časech, které dohromady poskytly sekvence snímků fotografovaného jevu.